# Stary Dwór (Stawiguda)
Stary Dwór (deutsch Althof (Forsthaus)) ist ein Ort in der polnischen Woiwodschaft Ermland-Masuren. Er gehört zur Gmina Stawiguda (Landgemeinde Stabigotten) im Powiat Olsztyński (Kreis Allenstein).

## Geographische Lage
Stary Dwór liegt an der südwestlichen Stadtgrenze von Olsztyn (deutsch Allenstein), der Hauptstadt der Woiwodschaft Ermland-Masuren. Bis zum Stadtzentrum sind es fünf Kilometer.

## Geschichte
Das Gründungsjahr des Forsthauses Althof ist nicht belegt. Im Jahre 1857 wurde das „Königliche Forst-Etablissement“ mit sechs Einwohnern erwähnt, das sowohl „zum evangelischen als auch zum römisch-katholischen Kirchspiel Allenstein“ gehört. Bei der Volkszählung am 3. Dezember 1861 hat das Forstetabllissement ein Wohngebäude mit neun Einwohnern.
Die Försterei Althof gehörte zur Oberförsterei Kudippen (polnisch Kudypy) Sie wurde am 7. Mai 1874 in den Amtsbezirk Kudippen im ostpreußischen Kreis Allenstein eingegliedert. Im Jahre 1905 zählte das Forsthaus Althof acht Einwohner.
Zum Amtsbezirk Kudippen zählte auch die Landgemeinde Schillings (polnisch Szelągowo). Am 1. Dezember 1928 wurde das Forsthaus Althof nach dort eingemeindet.
Im Zuge der Überstellung des gesamten südlichen Ostpreußen im Jahre 1945 an Polen kam Althof zu Polen. Der kleine Ort erhielt die polnische Namensform „Stary Dwór“ und gilt heute als Ortschaft innerhalb der Landgemeinde Stawiguda (Stabigotten) im Powiat Olsztyński (Kreis Allenstein), bis 1998 der Woiwodschaft Olsztyn, seither der Woiwodschaft Ermland-Masuren zugehörig.

## Kirche
Bis 1945 war das Forsthaus Althof in die evangelische Kirche Allenstein in der Kirchenprovinz Ostpreußen der Kirche der Altpreußischen Union, außerdem in die römisch-katholische Kirche Alt Schöneberg (polnisch Wrzesina) im damaligen Bistum Ermland eingepfarrt.
Heute gehört Stary Dwór zur römisch-katholischen Pfarrei in Bartąg ((Groß) Bertung) im Dekanat Olsztyn IV-Jaroty (Jomendorf) innerhalb des jetzigen Erzbistums Ermland, sowie zur Christus-Erlöser-Kirche Olsztyn in der Diözese Masuren der Evangelisch-Augsburgischen Kirche in Polen.

## Verkehr
Die Leśniczówka Stary Dwór (= „Försterei St. D.“) liegt an einem Verbindungsweg zwischen Bartąg ((Groß) Bertung) in der Gmina Stawiguda und Gronity (Gronitten) in der Gmina Gietrzwałd. Eine Bahnanbindung besteht nicht.